# Oblężenie Mitawy
Oblężenie Mitawy (6 lipca 1622 – 1 maja 1623) – W czasie wojny polsko-szwedzkiej 1621-1626 król Szwecji Gustaw II Adolf na czele ok. 20 tys. wojska wyruszył do Kurlandii, by zdobyć jej stolicę, Mitawę, której bronił hetman polny litewski Krzysztof Radziwiłł na czele ok. 3 tys. żołnierzy i pewnej liczby mieszczan.
Obrońcy, pomimo znacznej przewagi liczebnej Szwedów, odparli wszystkie ataki, zadając poważne obrażenia atakującym. Hetman nie był jednak w stanie wykorzystać sukcesów na skutek niekarności i buntów swoich żołnierzy. Walki zostały zakończone 1 maja zawieszeniem broni.